# 林家崖街道
林家崖街道，是中华人民共和国青海省西宁市城东区下辖的一个乡镇级行政单位。

## 行政区划
林家崖街道下辖以下地区：
林家崖社区、一颗印社区、站西社区、林家崖村和路家庄村。